# Schmuel Schneersohn
Schmuel Schneersohn (oder Rabbiner Schmuel von Ljubawitsch oder Der Rebbe Maharasch; hebräisch שמואל שניאורסון; geboren am 29. April 1834greg. in Ljubawitsch; gestorben am 14. September 1882greg.) war ein orthodoxer Rabbiner und der vierte Rebbe (geistliche Führer) der chassidischen Bewegung Chabad Lubawitsch.

## Leben
Schmuel Schneersohn wurde am 2. Ijar 5594 (1834) in Ljubawitsch als siebter Sohn des Zemach Zedek geboren. Er stand in Konkurrenz zu dreien seiner Brüder, vor allem zu Yehuda Leib Schneersohn, der nach dem Tod des Vaters eine Dynastie in Kapust gegründet hatte. Andere Brüder gründeten ebenfalls Dynastien in Ljady, Nischyn und Owrutsch.
1848 wurde Schneersohn mit der Tochter seines Bruders Chaim Schneur Salman Schneersohn verheiratet. Nach einigen Monaten starb sie, und er heiratete daraufhin Rivka, eine Enkelin seines eigenen Großvaters Dovber Schneuri. Er hatte drei Söhne, Zalman Aharon, Schalom Dovber und Menachem Mendel, sowie eine Tochter, Devora Lea.
Schneersohn soll Wagen für die Rettung von Büchern in Zeiten des Feuers auf Abruf gehabt haben.
Neben seinem kommunalen Aktivismus hatte er breite intellektuelle Interessen. Er sprach mehrere Sprachen, darunter auch Latein. Er schrieb viel über eine Reihe religiöser und säkularer Themen, wobei ein Großteil seiner Schriften nie veröffentlicht wurde und nur in Manuskriptform vorliegt. Seine Reden wurden erstmals 1945 unter dem Titel Likkutei Torat Shmuel bei Kehot veröffentlicht, bisher sind 12 Bände gedruckt worden.
Er starb in Ljubawitsch am 13. Tischrei 5643 (1882) und hinterließ drei Söhne und zwei Töchter, sein Nachfolger wurde sein Sohn Scholom Dovber.

Schneersohn drängte auf das Studium der Kabbala als Voraussetzung für die Menschlichkeit des Menschen:
Ein Mensch, der in der Lage ist, den Seder Hischtalschelut (kabbalistische Geheimnisse über das Werden-allen-Seins in jedem Augenblick) zu begreifen – und dies nicht tut, kann nicht als Mensch gelten. In jedem Moment und zu jeder Zeit muss man wissen, wo seine Seele steht. Es ist eine Mizwa (Gebot) und eine Verpflichtung, den Seder Hischtalschelut zu kennen.

## Werke
- Likkutei Tora L'Schalosh Paraschijot - Diskurse basierend auf den ersten drei Paraschijot (hebr.: für Wochenabschnitt) in Tora Or des Alten Rebbe
- Likkutei Tora - Torat Schmuel 5626-5642, 35 Bände - Diskurse in der Reihenfolge der Paraschijot und Feste
- Sefer haSichot Torat Schmuel
- Iggrot Kodesch. Eine Sammlung von über 70 überlieferten Briefen und halachischen Responsa

## Aphorismen
„Die Welt sagt: ‚Wenn du nicht unterkriechen kannst, klettere drüber.‘ Ich aber sage: ‚Lechatchilla Ariber‘ - ‚Drüberklettern sei die erste Wahl.‘“
„Man kann Gott nicht täuschen; letztlich kann man auch andere nicht täuschen. Der einzige, den man täuschen kann, ist man selbst. Und einen Narren zu täuschen, ist keine große Leistung.“
„Weil das Bessere besser ist, ist das Gute nicht gut? Vielmehr ist das Gute gut, und das Bessere ist besser!“

„Warum forderst du es von mir?“ „Fordere es von dir selbst! Wenn du dich abmühst und deinen Geist mit Tora füllst, wird kein Platz für fremde Gedanken sein! Zerbreche deine Begierden und du wirst große Freude am Gebet empfinden!“